# Station Vanves - Malakoff
Station Vanves - Malakoff is een spoorwegstation aan de spoorlijn Paris-Montparnasse - Brest. Het ligt in de Franse gemeente Vanves, vlak bij Malakoff in het departement Hauts-de-Seine (Île-de-France).

## Geschiedenis
Het station werd op 10 september 1840 geopend door de Compagnie des chemins de fer de l'Ouest bij de opening van de sectie Paris-Montparnasse - Versailles-Château-Rive-Gauche.

## Ligging
Het station ligt op kilometerpunt 3,665 van de spoorlijn Paris-Montparnasse - Brest.

## Diensten
Het station wordt aangedaan door verschillende treinen van Transilien lijn N:
- Tussen Paris-Montparnasse en Mantes-la-Jolie
- Tussen Paris-Montparnasse en Plaisir - Grignon
- Tussen Paris-Montparnasse en Rambouillet

(Bepaalde treinen tussen deze stations zijn sneltrein tussen Viroflay-Rive-Gauche en Paris-Montparnasse, en stoppen niet op dit station.)
- Shuttletreinen tussen Paris-Montparnasse en Sèvres-Rive-Gauche.

## Vorige en volgende stations
| Richting           | Vorig station | Lijn    | Volgend station    | Richting           |
| ------------------ | ------------- | ------- | ------------------ | ------------------ |
| Mantes-la-Jolie    | Clamart       | Trans N | Paris-Montparnasse | Paris-Montparnasse |
| Plaisir - Grignon  | Clamart       | Trans N | Paris-Montparnasse | Paris-Montparnasse |
| Rambouillet        | Clamart       | Trans N | Paris-Montparnasse | Paris-Montparnasse |
| Sèvres-Rive-Gauche | Clamart       | Trans N | Paris-Montparnasse | Paris-Montparnasse |